# 胡文虎

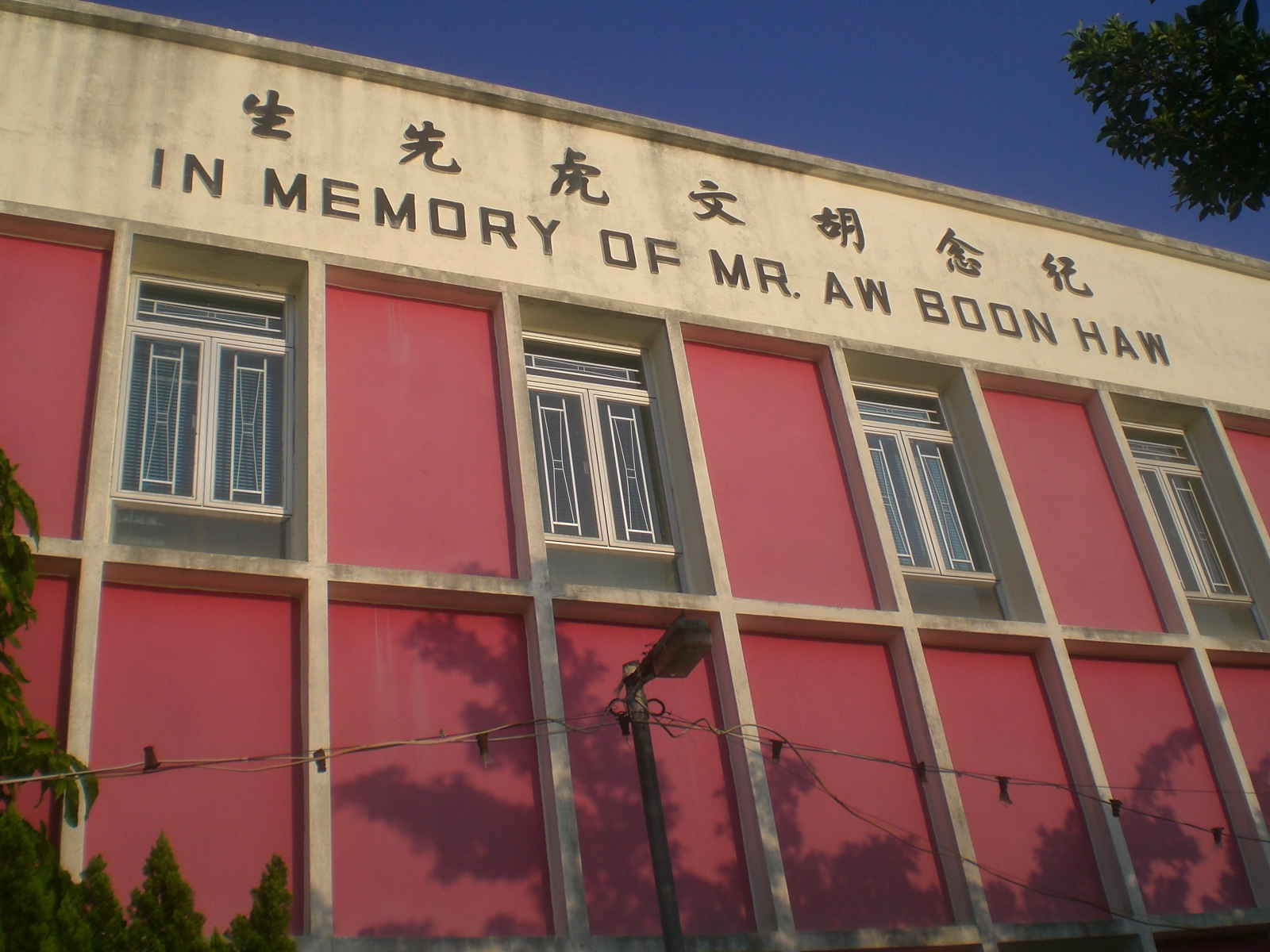
鯉魚門海濱學校

胡文虎，OBE（白話字：Ô͘ Bûn-hó͘；1883年12月—1954年9月4日），東南亞華僑商人，生於英属印度緬甸，籍貫福建省汀州府永定县中川村（今龍岩市永定區）。父親胡子欽，原名胡誕欽，是一名「草藥郎中」，於十九世紀中後期由永定隻身到緬甸仰光謀生。早年與弟胡文豹合創虎標萬金油、八卦丹、头疼粉、清快水、止痛散等。另曾經創辦過東南亞一帶的星報系列的報紙，計有《星洲日報》、《星島日報》、《英文星報》、《星暹日報》與《星檳日報》（今《光明日報》前身）。

## 生平
胡文虎出生于緬甸。1908年，胡文虎父親病故，他與弟胡文豹繼承父業。隨後他環遊中國、日本、暹邏（今泰國），考察中西藥的經營概況，隨後回仰光延聘醫師、藥劑師，製成萬金油、八卦丹、頭痛粉、清快水等成藥；其中以萬金油最為暢銷，印度、新加坡、馬來亞，乃至中國華南各地，幾乎家家必備，兄弟二人因而發達致富。

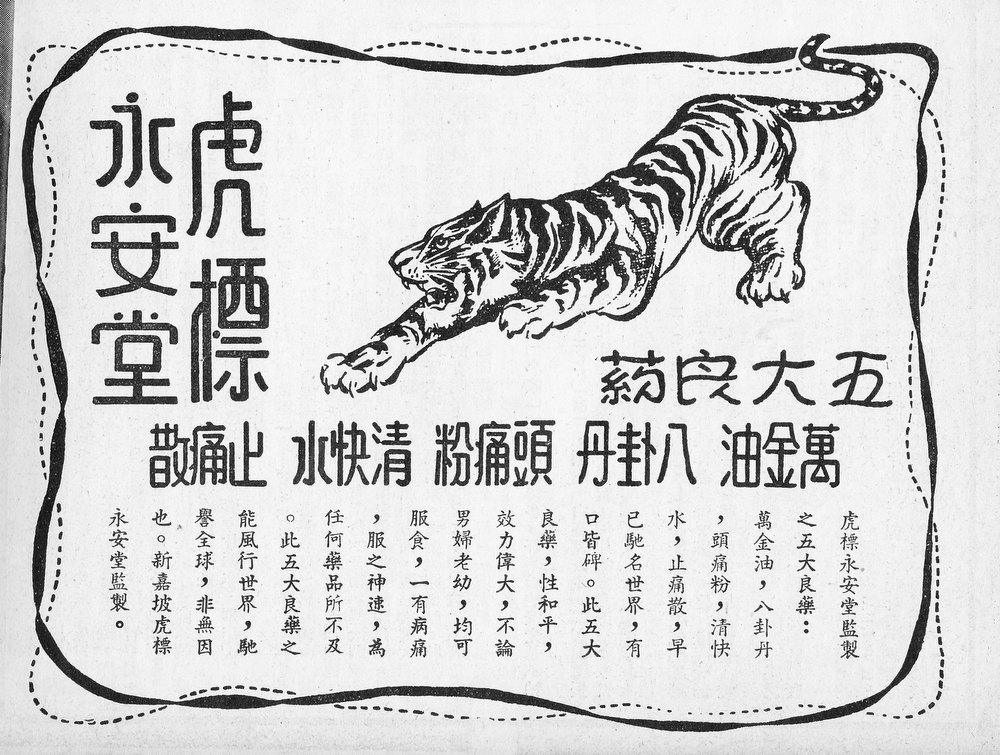
虎标万金油广告 星洲周刊 1951

1923年，胡文虎將永安堂總行遷到新加坡，由弟胡文豹留守仰光主管緬甸業務。
1932年，胡文虎再將總行從新加坡遷移至香港。
1937年胡氏永安堂在广州市的廠房落成，是胡文虎在中国大陆生产经销“虎标”万金油的主要场所，初建时是广州市第二高的楼宇。原永安堂廠房在今沿江路和长堤大马路交界处，現在是广州少年儿童图书馆。
1941年12月25日，日軍佔領香港，胡文虎被軟禁於香港大酒店。胡文虎獲釋後，即出資救濟滯港的香港大學南洋學生。1943年他以港商身份赴東京，曾向東條英機抗議香港總督部的施政，指証財政部長中西有三嚴重瀆職貪污受賄。及時香港饑荒漫延，又組中僑公司，以成平價廉賣萬金油籌得資金，多次從廣東省及南洋糴米捐贈東華三院、保良局等慈善機構。抗战胜利後，1946年秋，胡在新加坡发起组织“福建经济建设服务有限公司”，亲自担任筹备委员会主任，准备经营金融、交通、工业、矿产以及茶叶、水果等土特产。
1949年10月15日，香港《星島日報》以「廣州天亮了」的大標題，報導廣州政權易手。同年，《星闽日报》改名为《新闽日报》继续出版。至1950年初，《星島日報》的立場仍保持「中間偏左」。
中国人民解放军在攻陷广州後便占据永安堂店楼，作为临时支援前线作战之用。
1950年，中共發行「人民勝利折實公債」（胜利公債），凡工商界（指為資本家）都要「定額認購」，中間偏左的胡文虎是一個大目標。由於「定額」過高，胡氏無法全部「認購」，這就觸怒了當局，將胡氏在中華人民共和國的產業全部沒收。胡被指为“汉奸”，故廣州永安堂被列为“敌产”充公，成为广东省总工会的所在地。同年7月起，永安堂藥物及星系報紙，一律禁止內銷，从此，童叟皆知的虎标万金油在中华大地销声匿迹，後來更有《星島日報》記者在中華人民共和國被定罪。同年10月，《新闽日报》及其餘三份在中國大陸出版的報紙均被當局要求停刊。
1951年起，香港《星島日報》和東南亞其他星系報紙開始反共。1953年，胡文虎訪問台灣。1954年，胡文虎在美國波士頓接受《環球報》記者訪問，宣稱「對共產黨決難妥協」。
1954年9月，胡文虎因胃病去美国做手术，在返回香港时途径檀香山，因心脏病发作於9月4日逝世。
胡文虎在新加坡及香港均建有稱爲虎豹別墅的物業，其中新加坡的虎豹別墅園内建有以中國神話傳説為主題的雕塑及建築还有十殿阎罗展览馆，至今作爲公園開放。其第三子胡好是香港星島體育會創辦人，養女胡仙曾是中国全國政協委員。

### 報業

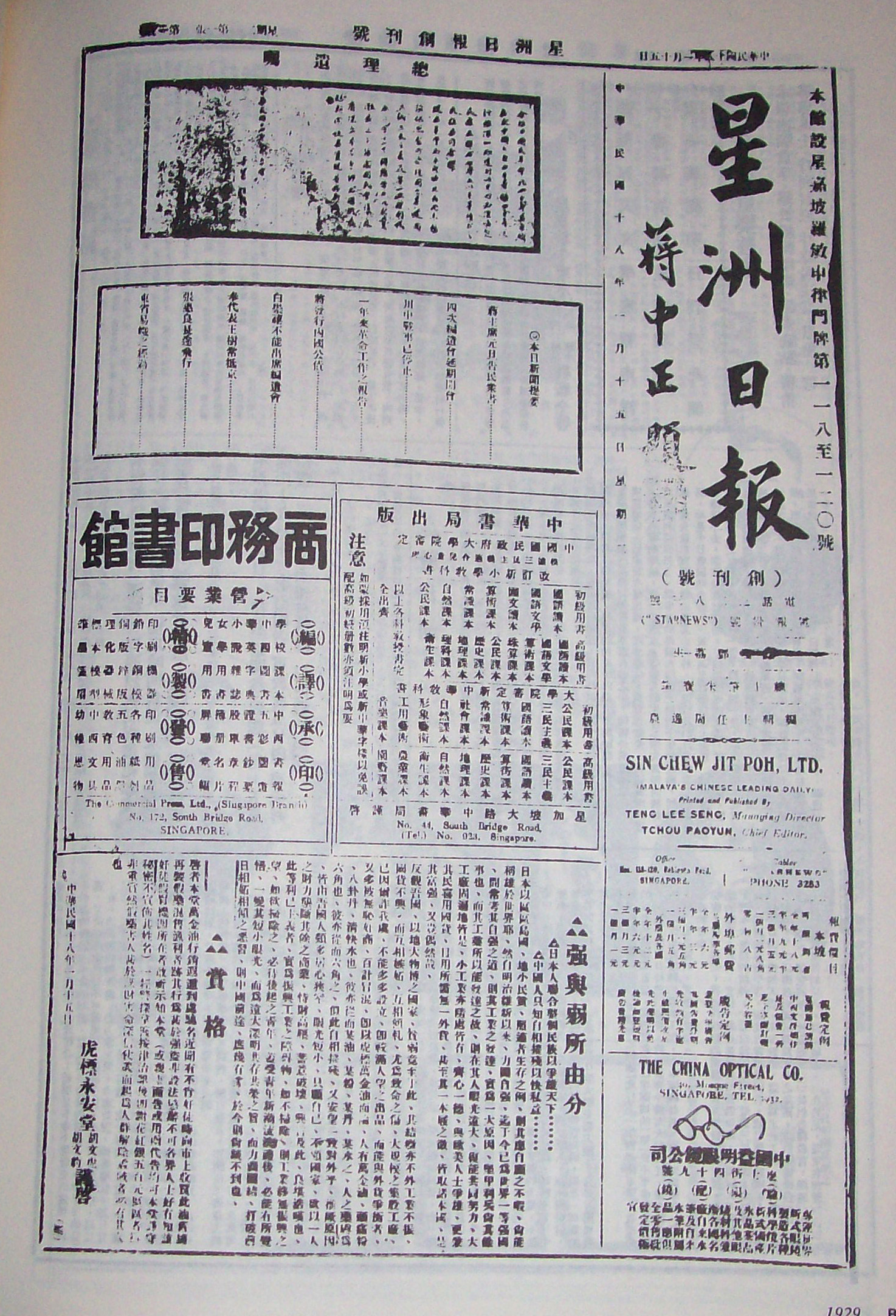
《星洲日报》的刊头标题，由中华民国总统蒋中正题写

胡文虎於1918年集股創辦《仰光日報》。1919年（民國十八年）開始獨資辦報，在新加坡創辦《星洲日報》。1931年（民國二十年）在廣東汕頭創辦《星華日報》，1935年（民國廿四年）在福建廈門創辦《星光日報》；同年在新加坡再創辦《星中晚報》。後來，他派陳夢因到廣州籌辦《星粵日報》，已投資興建印刷廠，并已一再试版，万事俱备，後以局勢動盪，前途難測，以致择吉出版之《星粤日报》不得不停止发刊。而香港《星島日報》則是1938年（民國廿七年）8月1日正式出版。後來因日本局勢不穩將辦報中心移到東南亞。1938年12月，在馬來亞檳榔嶼出版《星檳日報》，又計劃在緬甸辦《星仰日報》，在荷屬東印度辦《星巴日報》，都因太平洋戰爭爆發，戰火燒至東南亞，半途而廢。1939年2月，全盘承顶《总汇新报》（後改用原旧名《总汇报》）。1941年3月20日，成立，以管理属下各报。
1945年（民國卅四年）抗戰勝利，1947年10月胡文虎在福州創辦《星閩日報》，在上海籌辦《星滬日報》。1949年3月，在香港創辦英文《虎報》。1950年7月3日，在新加坡增刊英文《虎報》。1951年元旦在泰國創辦《星暹日報》和《星暹晚報》，至此，星系報業成為華人最大的報業集團。
另外還有夭折的《重庆星渝》和短暫經營的砂拉越《先锋日报》。胡文虎亦曾有意在湖南办报，但失敗。其他曾出资赞助的有雅加達《天声日报》；此外还有日本占领时期的广州《公正报》（社长胡山）；他也有计划过在北平（今北京）、汉口、沈阳和台湾办报。
1949年中華人民共和國建政後，《星闽日报》被改名《新闽日报》继续出版。1950年10月因胡文虎被中共視為「漢奸」，及當局開始禁止私人辦報（报禁）等原因而停刊。其他的广西《星西日报》、云南《星南日报》、上海《星沪日报》也因相同原因被關閉。
1952年11月1日，《前鋒日報》創刊，是東馬來西亞砂拉越古晉一家已在1974年8月29日被當局勒令停刊的華文報。《前锋日报》之所以有别其他星系报而未冠“星”字一节，是因策划人吴兆祥先生（胡文虎智囊）当时为虎标药品婆罗洲及泰国总经销，有鉴於当地（古晋）华人人口不多，创办华文报势必面对许多难题，於是刻意邀请当地领袖之中华总商会会长陈木林，广惠肇会馆主席李永桐象征性入股，出任副董事长及社长要职，协助发展业务。故此，星系报最高当局同意不按传统冠“星”字，而以《前锋日报》面世，以表合作诚意。其实，《前锋日报》与承印者“星越印务公司”是两位一体。

### 慈善
1932年，淞沪抗战期间，胡文虎捐款支援英勇抗敌的國民革命軍第十九路軍将士。蔡廷锴将军曾说：“本军在沪抗日，胡君援助最力，急难同仇，令人感奋。”
胡文虎自稱對政治無興趣，只熱衷於文化教育和醫藥慈善事業。他在外國經商致富後，奉行「取之社會，用之社會」的宗旨，決定以經商獲利的60%為慈善公益專款。他除了在新加坡捐建10多所義務學校和中小學外，在中國也先後捐助過上海大夏大學、廣州中山大學、嶺南大學、福州福建學院以及廣州仲愷農工學校、上海兩江女子體育師範專門學校、汕頭市立第一中學、私立迥瀾中學、海口瓊崖中學、廈門市大同中學、廈門中學、雙十中學、中華中學、群惠中學等院校，還在上述院校中建有諸如「虎豹堂」、「虎豹樓」、「虎豹圖書館」、「虎豹亭」等紀念性建築。在1935年，他還擬定捐款1000萬元國幣在全國興建100所醫院，捐款350萬元國幣在各省市鎮辦1000家小學。後日本侵華，戰爭爆發，在建了部分學校後他仍將餘款认购了“抗日救国公债”。抗戰勝利後，國統區通貨膨脹，貨幣貶值，這筆巨款變成不值錢。由於他與僑領陳嘉庚的競爭關係，因此他對抗日戰爭的捐助不經過陳嘉庚主導的中國救濟基金會，而是獨立進行。七七事變爆發後，他創辦的《星洲日報》募款11萬8千美元就於當年10月直接捐給南京。
重庆《新华日报》1941年2月2日曾载文盛赞胡文虎“捐资抗战达数千余万之巨”，“付资于义捐及公债者达数百万元”。在1949年中共建政之际，胡文虎又三次致函当时的中南军政委员会，带头认购2万份人民政府发行的“胜利公债”。据粗略统计，胡文虎生前捐赠给中国国内慈善事业的款项达2000万美元。
由于胡文虎慷慨捐助，英皇在1950年特授予他聖約翰勳章；香港大学也於1951年初设立“胡文虎妇产科病系奖学金”。他晚年在香港祝寿时，常施舍食品、日用品，或赠送现金，济助穷苦老人和孤儿。

### 爭議
抗日战争期间，胡文虎曾被选为国民政府参政会华侨代表。1941年秋，他到重庆出席参政会议，受到蒋中正接见。在他返回香港时，正值太平洋战争爆发，在日军占领香港后，胡文虎曾被软禁三天，在获释后仍留在香港。1943年，胡文虎曾多次去上海会见南京国民政府（汪精衛政權）主席汪精卫，还曾去日本拜会日本首相东条英机，以港商身份陈说日本香督（日本在香港的總督稱香督）及其财务部长对华侨商人的暴敛。1944年，胡文虎被推选为香港华人协会主席。
1992年，厦门洪卜仁先生几经周折，终于在日本东京大学的战史研究室秘密档案中，找到当年胡文虎在东京与东条英机的谈话记录。原始记录表明：尽管东条英机提出了种种要求，但胡文虎却回答说很难办，没有答应，并提出要日本政府停止战争的建议。整个谈话记录未见有卑躬屈膝的言行。

## 其他

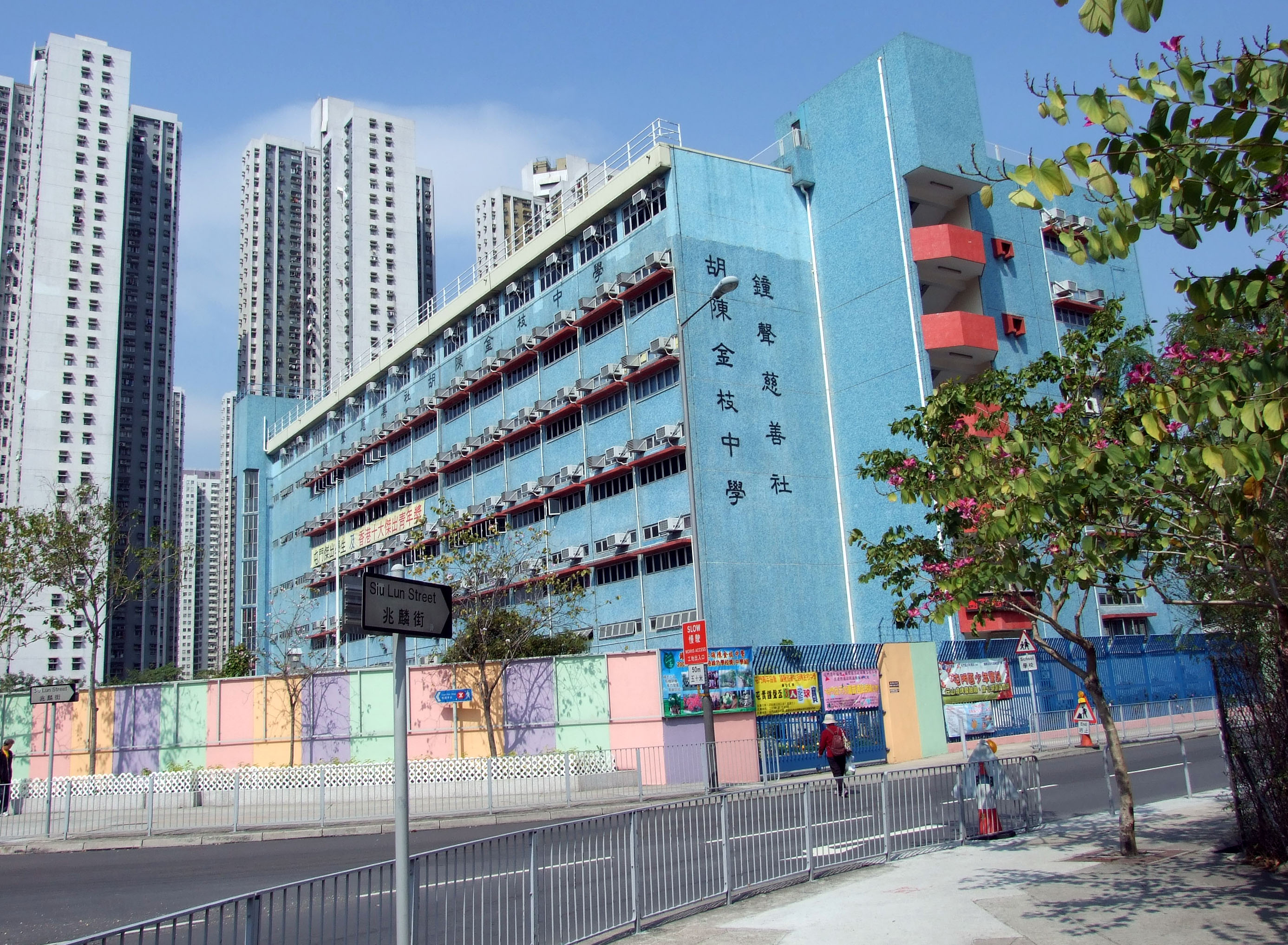
鐘聲慈善社胡陳金枝中學

位於香港新界屯門的鐘聲慈善社胡陳金枝中學就是以胡文虎的妻子胡陳金枝命名。

## 物业
1984年5月，福建省人民政府宣布将胡文虎在福建的遗产归还给胡氏家属。胡仙後将中川虎豹别墅修葺一新，捐给当局作胡文虎纪念馆。1994年9月18日，她专程回乡参加了胡文虎纪念馆开馆暨胡文虎基金会成立庆典大会。
1994年，广东省人民政府决定将广州永安堂产权归还胡文虎之女胡仙，她把大楼捐给广州市人民政府，辟为广州第一间少年儿童图书馆（即上文所述广州少年儿童图书馆）。

## 外部連結
- 華僑領袖 胡氏 文虎
- 胡文虎 （页面存档备份，存于） - 马来西亚华裔族谱中心
- 胡文虎請中共介紹報館總編輯 - 《明報月刊》